# 蔡愛智
蔡愛智（1913年11月—1998年8月6日），臺灣臺南歸仁人，是專長於基督教神學的首位在美國台灣人牧師，基督宗教哲學喀爾文主義的臺灣哲學家。

## 經歷
蔡愛智出生於臺南基督教世家，父親蔡得一為基督教牧師。蔡愛智為蔡得一四子。在日治時期即留學美國。在二次大戰時期是少數在美國的台灣人，因為了解日本與臺灣日治時期，並且精通台語、日語及英語接受徵招服務於美軍文職。成為在二戰中加入美軍的臺灣人。
- 1944年擔任美國海軍學院研究分析師、教師與翻譯
- 1945年擔任美國情報體系研究分析師
- 1946年到1947年加入聯合國善後救濟總署赴日本、上海與台灣等地調查戰後美援物資在台灣分配情形，協助戰後重建[2][3]
- 1948年到1978年擔任美國西雅圖日本教會牧師
- 1969年協助籌建在美國西雅圖的台灣人教會[4][5]
- 1970年西雅圖地區台灣同鄉會首任會長[6]

## 學歷
- 1927年就讀台灣台南長老教會中學校[7]
- 1938年畢業於日本同志社大學神學部
- 1940年代芝加哥大學神學院碩士與博士[4]

## 家族
- 蔡愛智長兄蔡愛仁，曾參選1951年首屆臺南縣長選舉，敗給高文瑞。[8]:239
- 蔡愛智二哥蔡愛義（1903-2001），大阪醫科大學（日语：大阪医科大学）畢業，後來行醫。與高再得長老長女高瓊華（高俊明之姊）結婚。育有3男6女。長男蔡清陽曾任臺大病理科醫生，娶木材業林商號合板公司董事長林自西之女林人哲。蔡愛義之女蔡蕙心嫁給何傳之子何壽山。[8]:238-240
- 蔡愛智三哥蔡愛禮，留學英國。日治時期末期任教於香港醫學院，為當時香港最有聲望的臺僑。 [8]:239